# Palazzo a Vela
Il Palazzo a Vela, abbreviato in PalaVela e originariamente denominato Palazzo delle Mostre, è una struttura coperta polifunzionale di Torino.
Il Palazzo deve il suo nome proprio per la sua forma a "vela". Insieme al vicino Palazzo del Lavoro fu il simbolo per eccellenza delle celebrazioni di Italia '61 e, dopo anni di oblio, è ritornato tra i protagonisti del contesto urbano in occasione dei XX Giochi olimpici invernali del 2006.

## Storia

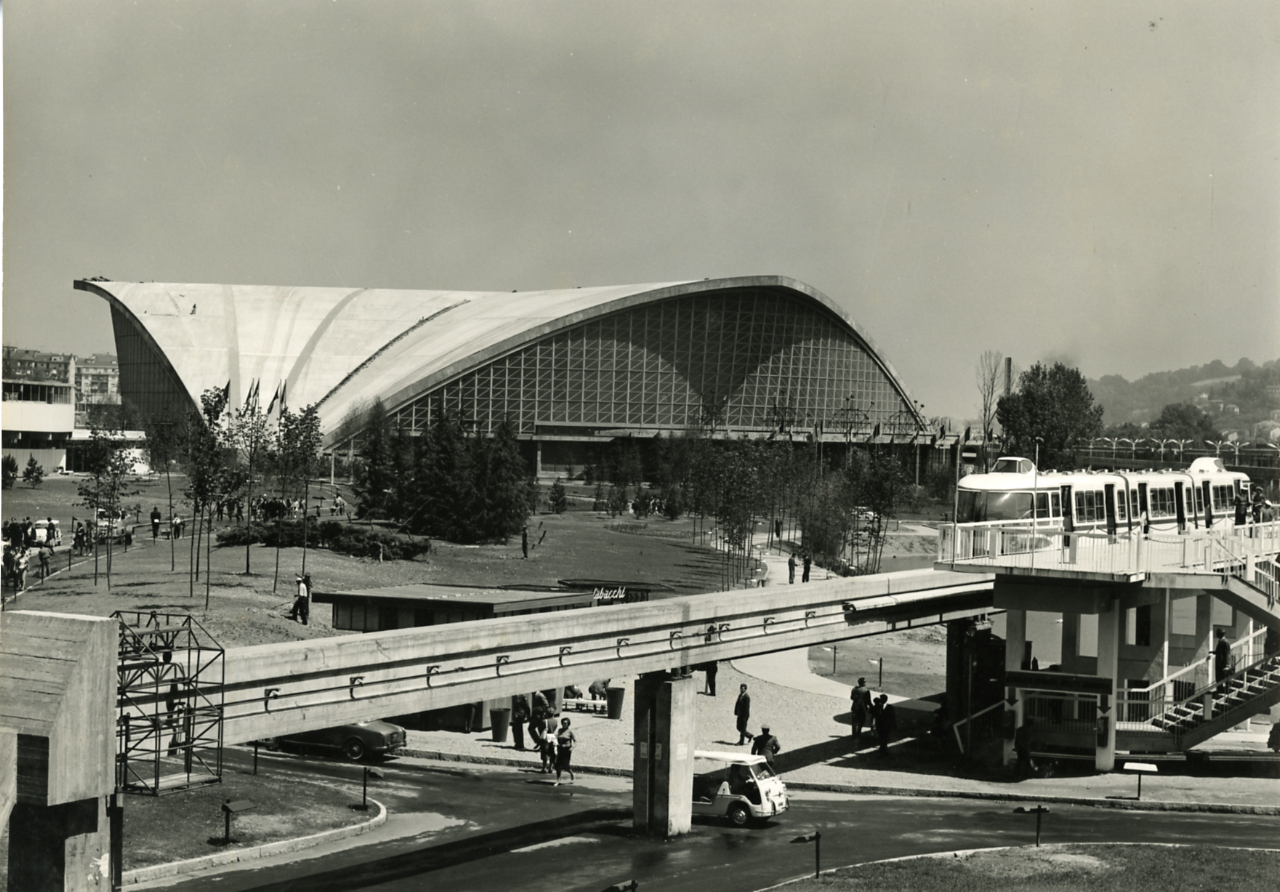
Panoramica dell'area della fiera Italia '61 con il Palazzo a Vela. Foto di Paolo Monti, 1961 (Fondo Paolo Monti, BEIC)

A partire dal 1959 Torino vide la realizzazione di una serie di edifici realizzati nel quartiere Nizza Millefonti in occasione delle celebrazioni per il centenario dell'Unità d'Italia. Tra di essi venne realizzato il Palazzo delle Mostre, per offrire maggiori spazi al Salone dell'Abbigliamento, già precedentemente ospitato presso il Palazzo della Moda (ovvero Torino Esposizioni). In seguito ospiterà la sede della mostra Moda Stile Costume e quindi gli eventi celebrativi di Italia '61, divenendone l'emblema.
Nel 1981, nell'ambito della manifestazione Sportuomo, venne allestita al suo interno la prima palestra artificiale di arrampicata in Italia, dedicata a Guido Rossa, sindacalista e componente del Club Alpino Accademico Italiano. La palestra restò in funzione, continuamente aggiornata, fino al suo abbattimento nel corso della ristrutturazione ed ospitò diverse prove del Campionato Italiano di Arrampicata Sportiva.
Nel 2003 il l'impianto fu completamente modificato dall'architetto Gae Aulenti per ospitare le gare di pattinaggio di figura e short track dei XX Giochi olimpici invernali; Aulenti mantenne solo la copertura a vela del progetto originario, eliminando le pareti in vetro e trasformandola in una tettoia a protezione di un edificio totalmente nuovo di forme parallelepipede e di color rosso.
Da allora il Palavela ha ospitato nuovamente eventi di pattinaggio artistico e manifestazioni culturali di vario genere. La struttura è stata la casa della società di pallacanestro dell'Auxilium Pallacanestro Torino per alcuni anni. Attualmente il Palavela è per lo più predisposto in configurazione palaghiaccio, ospitando gare ed allenamenti di pattinaggio di figura e short track; è il principale palaghiaccio della Città di Torino, seguito dal Palasport Tazzoli e dal Palaghiaccio Massari, ed è inoltre l'arena più capiente d'Italia progettata specificatamente per ospitare sport del ghiaccio.  

## Caratteristiche progettuali
Progettato da Franco Levi e da Annibale e Giorgio Rigotti, il Palazzo delle Mostre (oggi Palavela) è affacciato sul bacino d'acqua artificiale in prossimità del lungo Po ed è caratterizzato dall'ardita struttura autoportante in cemento armato che costituisce una volta di 23 metri di altezza, ancorata a soli tre punti di appoggio con tiranti sotterranei.
Al suo interno si sviluppa uno spazio circolare di 130 metri di diametro che, originariamente, era chiuso ai lati da vetrate laterali costituite da moduli triangolari a forma di vela. Il Palavela era collegato dalla linea di monorotaia, inaugurata in occasione degli eventi di Italia '61.

## La ristrutturazione
La ristrutturazione, diretta dall'architetto Gae Aulenti e sotto la direzione lavori di Giorgio Nicola Siniscalco, ha suscitato critiche in quanto nella nuova struttura sono scomparse le caratteristiche vetrate e quindi l'edificio è stato sventrato della sua essenza poiché, sotto la volta, è stato realizzato un edificio indipendente dalla forma più tradizionale, impedendone la vista.
Il nuovo edificio è composto da due corpi accostati, con copertura a quote differenti, collegati tra loro da una copertura spaziale reticolare: quello a sud-est/sud-ovest, destinato agli spettatori dei settori 1 e 2 (6 908 posti) e quello a nord-est/nord-ovest, destinato originariamente alla Famiglia Olimpica, agli atleti e ai media, (1 336 posti), per un totale di 8 244 posti.

## Principali manifestazioni ospitate

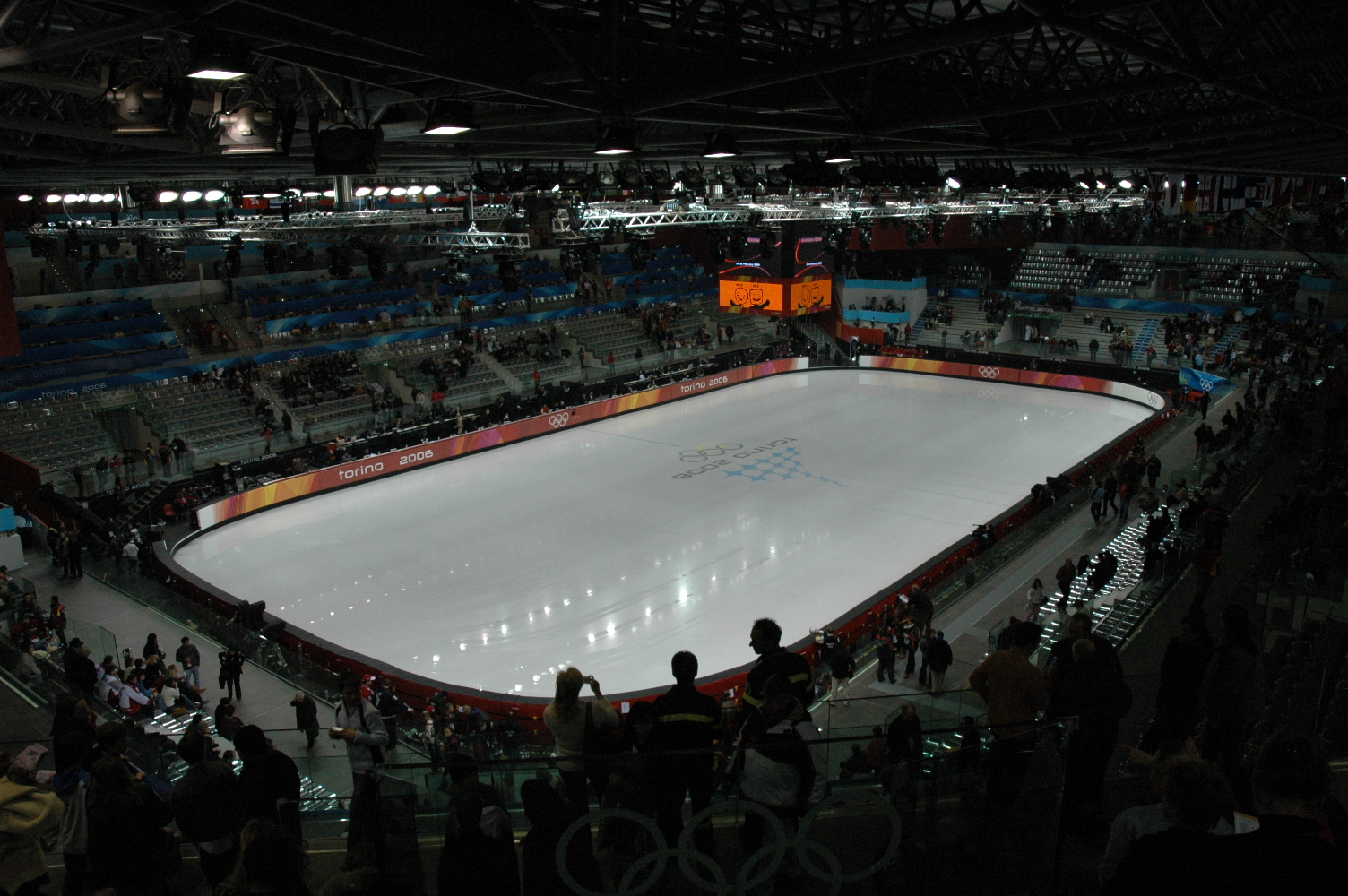
Interno del Palazzo a Vela

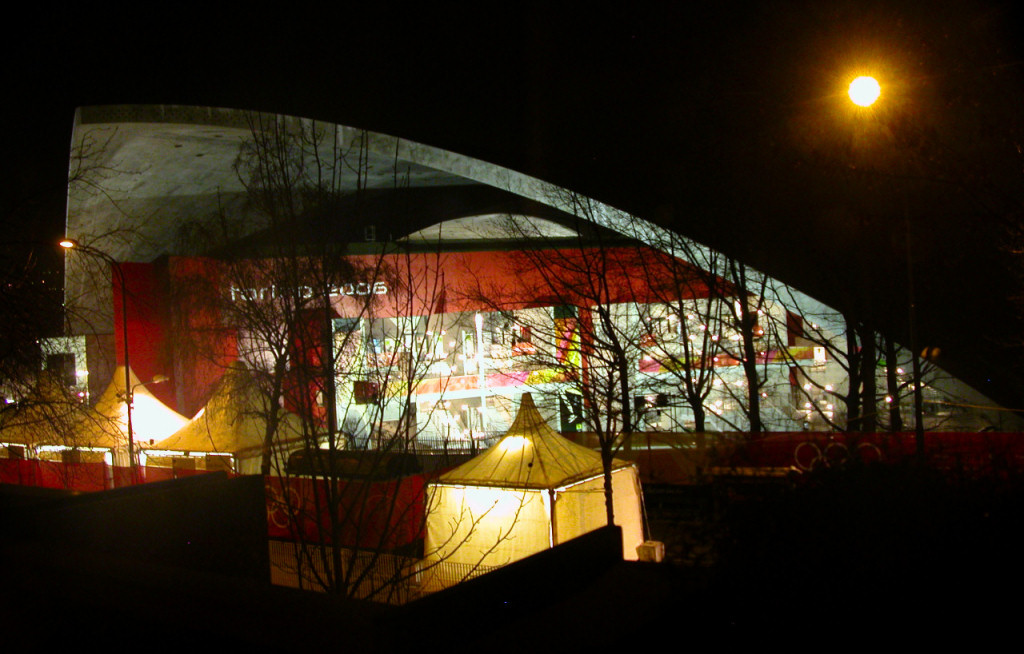
Esterno del Palavela di sera

- Gennaio 2005: Europei di Short Track e Figure Skating
- Settembre 2005: gran galà Lancia Ice
- Febbraio 2006: XX Giochi olimpici invernali
- Dicembre 2006: Christmas Lancia Ice Galà
- Gennaio 2007: XXIII Universiade invernale
- Gennaio 2007: Kings On Ice Galà
- 21 ottobre 2007: gran galà di pattinaggio di figura Top on Ice
- Dal 30 novembre al 2 dicembre 2007: Coppa del Mondo di Short track 2007/2008
- Dal 14 al 16 dicembre 2007: Finale Grand Prix di Pattinaggio di Figura
- 13 febbraio 2008: gran galà di pattinaggio San Valentino Lancia Ice
- dal 10 al 13 aprile 2008: Final Eight di Uleb Cup (basket)
- Settembre 2008: concerti di MITO - Settembre Musica
- Dicembre 2008: galà di chiusura dei Campionati Italiani di Pattinaggio (che si sono disputati nell'impianto di Pinerolo)
- Dicembre 2008: tappa dello show: Winx on Ice
- Marzo 2009: cerimonia di apertura di "EMEC - The European Meeting Events Conference of MPI "
- Aprile 2009: Gran Galà Lancia Ice
- 10 ottobre 2009: Golden Skate Awards
- Dal 22 al 28 marzo 2010: mondiali ISU di pattinaggio di figura
- 9 ottobre 2010: Golden Skate Awards
- 30 gennaio 2015: cerimonia d'inaugurazione di Torino 2015 Capitale Europea dello Sport[3][4]
- 9-10-11 ottobre 2015: Campionato europeo maschile di pallavolo 2015 (girone B)
- Dal 16 al 19 dicembre 2015: Campionati italiani di pattinaggio di figura[5]
- 13-14-15 gennaio 2017: Campionati europei di short track[6]
- 15-16 aprile 2017: Le Cirque with the World's Top Performers
- 22 giugno - 3 luglio 2017: Finali dei campionati italiani di biliardo[7]
- Durante la stagione di Serie A di basket 2018/2019 è la sede delle partite casalinghe della squadra di pallacanestro Auxilium Torino.
- 5-7 novembre 2021: Gran Premio d'Italia, terza tappa del Grand Prix ISU di pattinaggio di figura 2021-2022[8]
- 13-23 gennaio 2025: XXXII Giochi mondiali universitari invernali

### Tennis
Il Palavela ha ospitato la sfida di Coppa Davis 2013 tra Italia e Croazia, valida per il 1º turno del Gruppo Mondiale e disputata tra il 1° e il 3 febbraio 2013, vinta con il punteggio di 3-2 dagli Azzurri, su un campo in terra battuta rossa appositamente preparato.

## Come raggiungerlo
M1 Metropolitana Fermi - Lingotto, fermata Italia '61 - Regione Piemonte.
La struttura è direttamente collegata con linee di bus al vicino complesso del Lingotto nel quartiere Nizza Millefonti.
L'accessibilità è garantita inoltre attraverso la Tangenziale Sud, dalla Torino-Savona, dalla Torino-Milano, dalla Torino-Piacenza e dalla Torino-Aosta.